# Big Cass
William "Bill" Morrissey (n. 16 august 1986, New York) este un wrestler profesionist american. A lucrat, începând cu anul 2011 în WWE. În 2018 a fost mutat în brandul SmackDown, sub numele de Big Cass, o modificare a numele lui anterior de ring, Colin Cassady. A fost concediat de către WWE pe data de 19 iunie 2018.

## În Wrestling
- Manevre de final
  - East River Crossing[1] (Sitout swinging side slam)[2][3]
  - Empire Elbow
  - Running big boot[3][4][5][6] – 2017–prezent; folosită anterior ca o mișcare de semnătură

## Campionate și realizări
- Pro Wrestling Illustrated
  - Ranked No. 94 of the top 500 singles wrestlers in the PWI 500 in 2017[7]
- WWE NXT
  - NXT Year-End Award (1 dată)
    - Tag Team of the Year (2015) cu Enzo Amore[8]